# A Barsac-expedíció különös története
A Barsac-expedíció különös története (L'Étonnante Aventure de la mission Barsac) Jules Verne-nek tulajdonított regény, az utolsó regény, amely posztumusz jelent meg. A Jules Verne által hátrahagyott dokumentumokat fia, Michel Verne alaposan átdolgozta, és saját ötleteinek megfelelően kiegészítette. A regény először a Le Matin lapban jelent meg 1914. április 18. és július 6. között, majd kötetként 1919-ben adta ki a párizsi Hachette kiadó, amely felvásárolta a Verne műveit kiadó Hetzel és fiát.
Jules Verne 1903 júliusában kezdte írni a regényét, a cselekmény színhelye Kongó volt. Kongó ekkor a Belga Királyság gyarmata volt, az uralkodó, II. Lipót személyes gyarmatbirodalmanként kezelte a hatalmas területet. Kegyetlenül kizsákmányolta, lakosságát nyomorba döntötte és milliók halálát okozta. Az angol Edmund Dene Morel írásai 1903 júliusában és augusztusában feltárták az őslakosok elleni súlyos visszaéléseket, előbb angol, majd európai szinten is kampány indult a kongói események megfékezésére. Jules Verne, aki műveiben rendre a rabszolgatartás ellen foglalt állást, felfüggesztette regénye írását.
Jules Verne 1905-ben halt meg, befejezetlenül hagyva számos kéziratot, művet, köztük a Voyage d'études (Tanulmányi utazás) és az Une ville saharienne (Egy szaharai város) kéziratát is. Néhány nappal a halála után Michel Verne elkészítette az írói iroda fiókjainak leltárát Emile Berr újságíró jelenlétében. Ő a Le Figaro című lapban arról számolt be, hogy látta, hogy a Voyage d'études kézirat ötven oldal után megszakadt, de látott egy Une ville saharienne címűt is, amely ábrákat, vasúti menetrendeket, folyami hajózási cikkeket, újságkivágásokat, karaktervázlatokat tartalmazott. ("Jules Verne", Le Figaro, 1905. április 3.) Ezek alapján írta Michel Verne a A Barsac-expedíció különös története regényt.
Egy amerikai újságíró, aki szintén részt vett az említett leltár készítésben, arról számolt be, hogy azok a művek, amelyeken Jules Verne halála előtt dolgozni látszott, Un express de l'avenir, Impressions de voyage, a La Chasse au météore  és az Une ville saharienne voltak.
Michel Verne volt az egyedüli örökös. A talált töredékeket alaposan átdolgozta és kipótolta. Mivel Jules Verne tényleges részesedése nagyon kicsi, a regényt Jules Verne bibliográfiája az apokrif művek közé sorolja.

## Tartalom
Francia képviselők indulnak Afrikába, a Niger felső területeihez, hogy felmérjék, milyen módon oldható meg az ott élők képviselete. A Conakryból induló expedícióhoz csatlakozik két angol, Jane Mornas és bácsikája, akik egy családi tragédia nyomában járnak, félig titokban.
|  | Alább a cselekmény részletei következnek! |

A két képviselő vezette expedíció nagyon nehezen kel útra, lassan haladnak. Jane nagybátyja fanatikus horgász és természetbarát, valamint roppant feledékeny, ottléte nem gyorsítja az expedíció haladását. Az útról Amédée Florence, az Expansion Française újságírója tudósít roppant terjedelmes és érdektelen írásokban. Ahogy haladnak, szaporodnak a gyanús jelek, de az utazók nem vesznek tudomást ezekről.
Adott ponton a Barsac képviselő vezette csapat más irányban halad tovább, mint a Baudrières képviselő vezette, tőlük a regény harmadánál örökre búcsút veszünk. Előbb a Barsac-expedíció erős katonai kíséretét cserélik le egy sokkal kisebbre, parancsra, majd az új kíséretnek vész egyik éjszaka nyoma, az expedíció lovai is elhullanak pár nap alatt, mire az utazók megértik, hogy nem kívánatosak, az életükért küzdenek, hogy eljussanak egy francia helyőrségbe.
Az egyik néger vezető segít Jane-nek, és együtt megtalálják és feltárják Jane legidősebb fivérének a sírját. Jane felfedi, hogy ő George Buxton húga, a neve Jane Buxton. George csontvázát kiásva kiderül, hogy fivérét hátba szúrták, így nem eshetett el csatában, és ha nem csatában esett el, akkor valószínűleg hamis az a hír is, hogy az angol katonaság tisztjeként átállt volna és rabló csapatot vezetett volna.
Másnap az expedíció megmaradt tagjait - Jane Buxton, Saint-Bérain, a nagybácsi, Barsac, Amédée Florence, Châtonnay doktor és Poncin úr - megtámadják, megkötözik, fejükre zsákot húznak, és légi úton elszállítják Blacklandbe.
Blacklandet egy Harry Killer nevű gonosztevő alapította, aki társa, a magának való tudós feltaláló Marcel Camaret segítségével a sivatag szélén várost épített a hozzá hasonlóak számára. A zseniális találmányok segítségével portyázó rablók a környező falvak néger lakosságát rabszolgának hurcolják el, hogy Blacklandben dolgozzanak. Európába évente párszor mennek, amikor ott bankokat rabolnak ki, így finanszírozzák a Camaret által kért eszközök beszerzését. Aki egyszer látta Blacklandet, az többé nem térhet vissza a világba.
Harry csatlakozási ajánlatát elutasítják, fogolyként, de aránylag jó körülmények között élnek Blacklandban. Harry szemet vet Jane-re, aki természetesen nemet mond. Egy korai esti alkalommal szökési lehetőség adódik, élnek vele, de nem jutnak ki a városból, az Üzembe sodródnak, ahol Camaret az úr. Camaret talál rájuk, és megdöbbenve hallja, mit szolgál tudásával – eddig nem gondolkozott ezen. Ráébredve tettére, a szökevények mellé áll.
Harry Killer mindent megtesz, hogy legyőzze Camaret-t, de a váltakozó sikerrel folyó, egyre véresebb és több áldozatot követelő harcban a technikai fölény, Camaret, diadalmaskodik a nyers erő felett. Ám az Üzem kiéheztetés ellen nincs védve. Jane az utolsó órákban visszamegy Harryhez, és kijelenti, hajlandó hozzámenni a többiek szabadulásáért cserébe. Harry kineveti a vesztésre állókat, és szokásához híven masszívan iszik.
Jane az épület egyik addig előtte elzárt részébe jut, ahol a cellasor egyik cellájában rálel fiatalabb fivérére, Lewis Robertre. Robert az első fejezetben leírt bankrabláskor tűnt el. A Camaret és Harry közt fokozódó háború közt kiderül, hogy Harry a féltestvérük, apjuk második feleségének első házasságából származik. Miután tékozló és henye életmódja miatt apjuk kidobta, bűnözésre adta a fejét és bosszút fogadott. Ő áll az idősebb fivér nevének bemocskolása mögött, és ő szúrta le hátulról. Lewis Robertet is azért rabolta el, hogy bosszút álljon mostohaapján.
Camaret végső elkeseredésében sorra felrobbantja Blackland épületeit, a romok maga alá temetik őt is, de meghal Harry Killer is. A Barsac-expedíció túlélőire az épp időben érkező francia hadsereg egységei találnak rá.
|  | Itt a vége a cselekmény részletezésének! |

## Fejezetek
Első rész
Első fejezet. A Central Bank kirablása
Második fejezet. Egy különös tanulmányút
Harmadik fejezet. Lord Buxton Glenor
Negyedik fejezet. Egy újságcikk az Expansion Française-ből
Ötödik fejezet. Amédée Florence úr második beszámolója
Hatodik fejezet. Amédée Florence úr harmadik beszámolója
Hetedik fejezet. Sikassóban
Nyolcadik fejezet. Moriliré
Kilencedik fejezet. Felsőbb parancsra
Tizedik fejezet. Az új fegyveres kíséret
Tizenegyedik fejezet. Mi a teendő?
Tizenkettedik fejezet. Egy sír és néhány csontmaradvány
Második rész
Első fejezet. Blackland
Második fejezet. Nyílsebesen repülünk
Harmadik fejezet. A zsarnok
Negyedik fejezet. Március 26-ától április 8-áig
Ötödik fejezet. Az új börtön
Hatodik fejezet. Marcel Camaret
Hetedik fejezet. A blacklandi Üzem
Nyolcadik fejezet. A Hertz-féle hullámok szárnyán
Kilencedik fejezet. A katasztrófa
Tizedik fejezet. Amédée Florence ötlete
Tizenegyedik fejezet. Mi van az ajtó mögött?
Tizenkettedik fejezet. Harry Killer
Tizenharmadik fejezet. Véres éjszaka
Tizennegyedik fejezet. Blackland végórái
Tizenötödik fejezet. Epilógus

## Értékelés
„A La Prodigieuse Aventure de la Mission Barsac (A Barsac-misszió csodálatos kalandja) Verne egyik legérdekesebb regénye. Barsac, a dél-francia képviselő, egy meggondolatlan pillanatban síkraszállt a Kongó hajlásában lakó négerek választójoga érdekében. Ezért egy expedícióval kell fölkeresnie pártfogoltjait, hogy a helyszínén győződjék meg kultúrájukról. Útközben egy nagystílű fehér bandavezér, Harry Killer karmaiba kerül az expedíció. Killer a sivatagban a modern technika minden vívmányával fölszerelt várost alapít s az elrabolt rabszolgákkal termékennyé teszi a környéket is. De francia mérnöke, amint kiismeri Killert, tönkreteszi a maga nagy, de káros művét.
A Mission Barsac hősnője dróttalan táviratban kér segítséget ideáljától, az afrikai kapitánytól — igaz, hogy Marconi után. De már a legmodernebb fizika kutatási irányát érzi meg előre a regény mérnöke, az elektromos toronyból irányozható lövedékek (guêpes) feltalálója.
Verne vezető elméi nem a lángész vagy őrült felírású romantikus cellában élnek, hanem a hétköznapi élet közepén tevékenykednek. Robur és Simon Roch (Francia zászló) mellett kivétel még Marcel Camaret, a nagyszerű francia mérnök is, aki a világtól tökéletesen elvonatkozva dolgozik — tudtán kívül — Harry Killer és rablóbandája számára. Ha végül, az őrület szélén, tönkreteszi nagy művét: nem a lángész a végzete, hanem az erkölcsi felelősség. Nem a gőg ölte meg, hanem az a tudat, hogy bár – akaratán kívül – annyi szenvedéshez szolgáltatott eszközöket. 
A franciák nem szeretik a komoly, nehéz tanulmányt, nekik regény kell, állapítja meg a Barsac-misszió riportere.
A szokottnál sokkal finomabb árnyalatokkal jellemzi Verne Barsac képviselőt, a reálpolitikust, aki néha egészen közel áll a nevetségességhez, néha meg — saját szavaitól megmámorosodva — hőssé magasztosul.
Minden regényének végén, amikor a könyvet becsukjuk, s elviseljük a Valóság első ellentámadását, óvatosan megsemmisíti azt, ami regényében nem egyezett a valósággal. Ennek az egyébként olyan egészséges fantáziának minden alkotása magában viseli a romlás csíráját. E romlás aztán megszokássá meszesedik, és olyan regények meséjéhez is hozzáillesztik, amelyeknek a realizmus szempontjából nem volna rá szükségük. Mintha az emberi test és az emberi élet megromlásának analógiája tevékenykednék Verne meseformáló fantáziájának mélyén. Antifer nem éri el kincses szigetét, pedig nem volna abban semmi lehetetlenség, hogy megtalálja. Amikor a csodaalkotmány elpusztítását nem is ítéli szükségesnek a szerző, a lassú romlás akkor is beszivárog a történetbe. Figyeljük csak meg, hogy romlik Nemo viszonya Arronaxhoz s hogyan kerül az eleinte könnyedén diadalmas Nautilus egyre veszedelmesebb helyzetekbe, néha egészen a megsemmisülés szélére. Egyébként mindig akad ürügy a nagy alkotás lerombolására. Marcel Camaret, a banditák öntudatlan cinkosa erkölcsi szempontból határozza el műve megsemmisítését.”

– Hankiss János

## Szereplők
- Store, a Central Bank alkalmazottja
- Barclay, a Central Bank alkalmazottja
- Lasone, a Central Bank bankfiók ellenőrje
- Baudruc, a Central Bank alkalmazottja
- Edward Alan Buxton, Lord Buxton
- George Buxton, Edward Alan fia, az angol hadsereg kapitánya
- Lewis Robert Buxton, bankár, a Central Bank alkalmazottja
- Jane Buxton, angol, néha a Jane Mornas álnevet használja
- Agenor de Saint-Bérain, angol
- Amédée Florence, az Expansion Française újságírója
- Henry Valdone, Francia Guinea kormányzója
- Grandchamps, miniszterelnök
- Chaselle, gyarmatügyi miniszter
- Barsac, francia képviselő, a küldöttség társelnöke
- Baudrières, francia képviselő, a küldöttség társelnöke
- Isidore Tassin, a Földrajzi Társaság levelező tagja
- M. Poncin, francia minisztériumi tisztviselő, a küldöttség tagja
- Quirieu, francia minisztériumi tisztviselő, a küldöttség tagja
- Heyrieux, francia minisztériumi tisztviselő, a küldöttség tagja
- Saint-Auban ezredes, a bamakói körzet parancsnoka
- Allègre ezredes, francia hadsereg
- Pierre Marcenay kapitány, francia hadsereg
- Peyrolles kapitány, francia hadsereg
- Perrgny kapitány, francia hadsereg
- Laurant Châtonnay, orvos
- Marcel Camaret, tudós, feltaláló
- Rigaud, Camaret jobbkeze
- William Ferney, aki a Harry Killer álnevet használja
- Malik, néger szolga[6]
- Tongané, néger szolga
- Moriliré, néger szolga
- Tchumuki, néger szolga
- Bala Koneré, néger szolga
- Koromoko, néger szolga
- Dolo Sarron, Dauherikó falu főnöke
- Pintié-Ba, Kokoro falu főnöke
- Hiram Herbert, ezredes, blacklandi katona
- Edward Rufus, blacklandi katona, aki a Lacour főhadnagy álnevet használja
- Ehle Wilis, blacklandi katona
- Constantin Bernard, blacklandi katona
- Gilman Ely, blacklandi katona
- Robert, blacklandi katona
- Daniel Frasne, blacklandi katona, aki a Fergus Dávid álnevet használja
- Josias Eberly, tanár, blacklandi kereskedő
- John Andrew, blacklandi lakos

### A Baxton család
A regény egyik kulcsa a Baxton család nem túl szövevényes léte, ám a regény nem könnyíti meg az áttekintését. A Glenor-kastély ura Edward Alan Buxton, Lord Buxton. Házasodni 22 évesen házasodik, a felesége nevét nem ismerjük.
Nem ismerjük 23 éves korában született első leánygyermeke nevét sem. Ez a lány házasodik össze a keresztnév nélküli de Saint-Bérainnal. Egy gyerekük születik a Lord 43 éves korában, Agenor de Saint-Bérain, a regény egyik szereplője.
A Lordnak 43 éves korában születik George nevű fia, a katonaságnál fut be biztató karriert, de - állítólag - banditává lesz, és az ellene küldött katonasággal vívott harcban elesik, amikor a Lord 75 éves.
A Lord második fia Lewis Robert, aki a Lord 48 éves korában születik. Hivatalnokként dolgozik, a kirabolt bankfiók vezetője, a rablás napján nyoma vész.
A Lord 48 éves, amikor első, névtelen felesége meghal Lewis Robert születését követően.
A Lord 57 évesen veszi el Margaret Ferneyt, akinek van egy 16 éves fia, William (a lordi időszámítás szerint két évvel George és Agenor de Saint-Bérain előtt született).
Ez után születik a Lord negyedik saját gyermeke, Jane, a regény egyik főszereplője.
A Lord 60 évesen újra megözvegyül.
63 éves, amikor William elvágja az utolsó szálat is, ami a Lord családjához kötötte.
75 éves a Lord első fia, George vélt halála idején, és 83 éves a Lord a bankrabláskor.
84 éves a regény utolsó fejezetében.

## Érdekességek
- Egy politikus tévedhet, annak nincs semmi jelentősége. De ha elismeri a tévedését, elveszett.[9]
- Hetven nap alatt kilenc antilopcsordát láttunk, összesen háromezer-kétszázkét főt, magam számláltam meg, s ez átlagosan, csordánként, négyszázharmincnégy egész tizenegy század antilopot jelent. Évi átlagban tehát matematikailag negyvenhat egész kilencvenhárom század nyájjal találkoztunk volna, vagyis húszezer-háromszázhetvenkét egész hetvennyolc század antiloppal. Ebből pedig ma-te-ma-tika-i-lag az következik, hogy a Niger-kanyar ötvennégyezer-hatszáz négyzetkilométeres felületén ötszázötvenhatezer-százhetvenhat egész nyolcszázkilencvenhárom ezred antilop él. Íme: egy eléggé értékes adat a zoológusok számára. Ugyebár?[10]
- Csodálatos dolgokra jöttem rá! - folytatta Poncin úr lelkesen. - Tudom például, hogy a Niger-kanyarban minden négyzetméter folyóvízfelületre kilenc ezredrész kajmán és huszonkétezred víziló esik! Hogy e területen ebben az évben hatszáznyolcvanhét-trilliárd-háromszázhuszonegy-billiárd-hétszázharminchárommilliárd-százhetvenmillió-négyszáznyolcvanötezer és egy szem kölest termeltek! Hogy napi átlagban falvanként huszonnyolc ezred újszülött jön a világra, és hogy ez a huszonnyolc ezred rész megfelel napi kétszázhetven egész két ezred leánynak és százkilencvenkilenc egész tizenhét ezred fiúnak! Kiszámítottam, hogy ha e vidék négerein levő tetoválásokat egyvégtébe tennénk, a Föld kerületének százháromezer-ötszázhúsz nyolcad részét tenné ki.[11]
- De vagy újságíró az ember, vagy nem. Minden eshetőséggel számolva, néhányat lemásolok ezekből a naponta beírogatott hieroglifákból. Íme:

"D5.Fa.7 3406E 472.28N 1895Fe 1895:7 = 270. 71Á122nm 3306:122 = 27.09f ö27.09*54,600 = 1.479.114 16.öFa 81Á 1.2085 Á.149.19 N6654 Á6654:81 = 82,15öl 140nmÁ 12085:1401 = 8,62EN 8,62*54.600 = 470,652."
...jelentette ki Poncin úr. - D5 és F16 egyszerűen csak dátumok: december 5. és február 16. Fa azt jelenti, hogy falu, amelyen átmentünk. E emberek, Á átlag, N nő, nk négyzetkilométer stb. stb. Mindez nagyon egyszerű. A legérdekesebb a Niger-kanyar összlakosságára vonatkozó becslésem. Látja, december 5-én az öl, vagyis az összlakosság: 1479114.
- Jules és Michel Verne ellenezték a rabszolgaságot, de műveikben visszatükröződnek koruk rasszista előítéletei.
- A cselekmény a Niger (folyó) hurokjában zajlik. Az ismertebb városnevek, amelyek a történetben felbukkantak: Francia Szudán területén Bamako (főváros), Sikasso és Tombouctou, Francia Guniea fővárosa, Conakry és Francia Nyugat-Afrika fővárosa, Cotonou.
- Afrika felfedezése számos Verne-regény témája, többek között az Öt hét léghajón, Három orosz és három angol kalandjai Dél-Afrikában, A tizenöt éves kapitány vagy A Szahara tengere. De Hódító Robur is átrepül a Dahomey királyság felett.
- A népek önrendelkezési joga is gyakran felbukkan Verne regényeiben, elég a magyar vonatkozású Sándor Mátyásra vagy a görög szabadságharcot idéző Lángban álló szigettengert említeni.
- A technika gonosz célokra való felhasználása más művekben is jelen van, például: Nemo kapitány, A bégum ötszázmilliója, A francia zászló.
- Számos apa-fia klisét használ, ilyen a hűséges fekete szolga, itt Malik és Tongane. Hasonlót szereplőt találunk A rejtelmes sziget vagy az Észak Dél ellen regényben.
- Malikhoz hasonlóan pénzzel váltják meg egy gyerek életét és szabadságát a Város a levegőben regényben.
- A regény szórakoztató és szórakozott főhőse Agenor de Saint-Bérain bácsi. Hasonló karakter bukkan fel a A Robinsonok iskolájában T. Artelett tánc- és illemtantanár figurájában.
- Agenor de Saint-Bérain és Jane Buxton kapcsolata hasonlatos A zöld sugár főhősnője, Helena Campbell, és két nagybácsija, Samuel és Sébastian Melvill viszonyához.
- A főhős Jane Buxton jelleme hasonlatos Mrs. Branican alakjához.
- Jane Buxton küldetése nagyon hasonlatos Jean Kermoréhoz, Az Orinocon fölfelé szereplőjéhez.
- A szószátyár Amédée Florence újságíró méltó társa Bombarnac Klaudiusnak.
- A Barsac-expedícióhoz csatlakozó Jane Buxton fivére felkutatására indul Afrikába álnéven. Ahogy Rejtő Jenő A három testőr Afrikában regényében Yvonne Barré, aki fivére felkutatására indul Afrikába álnéven.

### Michel Verne műszaki felfedezései
Jules Verne utazásos regényeiben inkább a földrajzi ismeretek átadására helyezte a hangsúlyt, bemutatva az érintett területeken élőket, a táj flóráját és faunáját, Michel inkább a technikai megoldások fontosságát emelte ki. Apja gondosan figyelt arra, hogy az általa leírt, kitalált technikai újdonságok támaszkodjanak az a legújabb műszaki, kémiai vagy fizikai felfedezésekre. Amikor ezektől elrugaszkodott, akkor kihagyta az adott eszköz működési elvének magyarázatát – a Hódító Robur Albatrosa miképp képes napokon, heteken át a levegőben maradni. Ezzel ellentétben Michel Verne nagyon részletesen bemutatja az általa feltalált eszközöket.
Leírja a távfelügyeleti rendszert, mint a laterna magica egyfajta kombinációját, kombinálva egy tükör- és lencserendszerrel.
...egy kilométer szélesen veszi körül Blacklandet; ez lényegében egy erősen világító fényfüggöny, amely egész éjjel nappali világosságot áraszt. Ennek az optikai berendezésnek köszönhetően, amelyet mi cikloszkópnak nevezünk, a körbe futó biztonsági övezet bármely pontja erősen felnagyítva megjelenik a cikloszkóp középpontjában álló őr szeme előtt, akinek módjában áll az egész rendszert állandóan szemmel tartani.
Bemutat egy kombinált repülőgép-helikopter konstrukciót, amelyet sűrített gáz hajt. Ezt a találmányt Verne atyja idejében még forradalmi jellegűnek lehetett tekinteni, miután a regény megjelenésekor a repülés még eléggé kezdetleges fázisban volt, a meghajtást vagy a függőleges felszállást lehet újításnak tekinteni.
A légisiklók ... leszállás és üzemanyag felvétele nélkül akár ötezer kilométert is megtehettek, mégpedig átlagosan óránkénti négyszáz kilométeres sebességgel.
Pilóta nélküli repülő darazsak (guêpes) kerülnek bemutatásra, amelyek olyan fegyverek, amelyek a légcsavaroknak és a tolócsavaroknak köszönhetően szabadon repülnek a levegőben, Michel a drónt írta le. Verne idejében a kitalált fegyverekről szóló leírások nem voltak ritkák. A hasonló fegyverfantáziák a XIX. század végén Európában a fantasztikus irodalom népszerű tárgyai voltak.
... a torony aljából egy különös szerkezet emelkedett a magasba. Fura, függőleges cilinderféleség volt, a föld felé néző alapja azonban jóval nagyobb, és így az alakja csonkakúpszerű. A felső felén négy légcsavar - három függőleges és egy vízszintes - pörgött hihetetlenül sebesen. A fal mellett, attól kissé eltávolodva emelkedett a magasba. Miután elérte, sőt néhány méterrel túl is haladta a fal magasságát, repülését vízszintes irányban folytatta, és mindenütt az Üzem falának külső pereme felett szállt. Az első szerkezetet egy második, egy harmadik, majd még több is követte.
Ezt egy légitorpedóval intéztettem el. Ez egy huszonöt kilométer hatósugarú rakéta, amelynek sebességéről és pontosságáról meggyőződhettek.
A vezeték nélküli távirat, szikratávíró regénybeli szerepeltetése az íráskor még nagyon eredeti ötletnek tűnt, de mire a könyv 1919-ben megjelent, alkalmazása már bevett gyakorlat volt. A regény végig Branly-féle készülékként hivatkozik az eszközre.
... A szerkezet két villamos elemből, néhány elektromágnesből és egy kis üvegcsőből állt, az üvegcső vasreszelékkel volt megtöltve, s az egész készülékből egy néhány méter magas részárbococska nyúlt a magasba.
- Persze, hogy persze - válaszolta Marcenay. - Már a katonai akadémián is rebesgettek valamit... Mikor pedig Franciaországban jártam, hallottam beszélni Marconiról is. De ki a másik feltaláló, mert kettőt emlegettél.
- A másik egy francia fizikus, Branly. Ő fedezte fel a vevőkészülék lelkét, amely az egyszerűségben rejlő zsenialitás csodája...
A mesterséges öntözőrendszer, amely lehetővé teszi a blacklandi terület termékeny régióvá alakítását.
Az árbóc és a tükör felhasználásával hullámokat irányítok a felhőkbe, s azok víztartalmát, amely apró vízcseppek formájában van jelen, elektromos szempontból telítem. Mikor a felhőnek a földhöz vagy két felhőnek egymáshoz való viszonyában a feszültségkülönbség elég nagy lesz, ami rövid időn belül bekövetkezik, kitör a vihar, és hullni kezd az eső.

## Georges Roux-illusztrációk

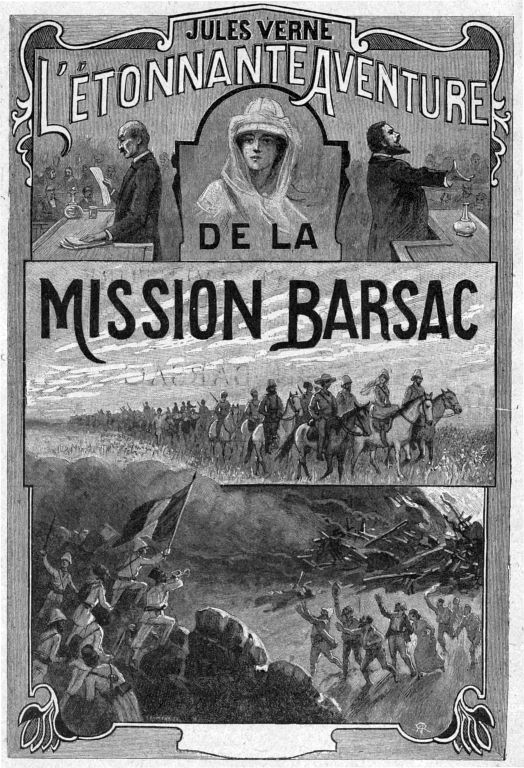
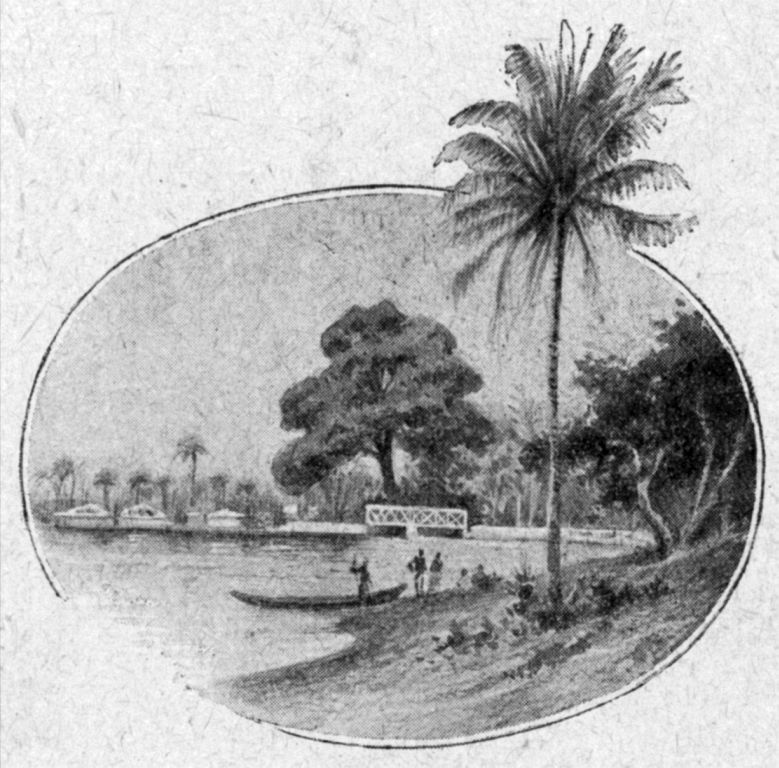
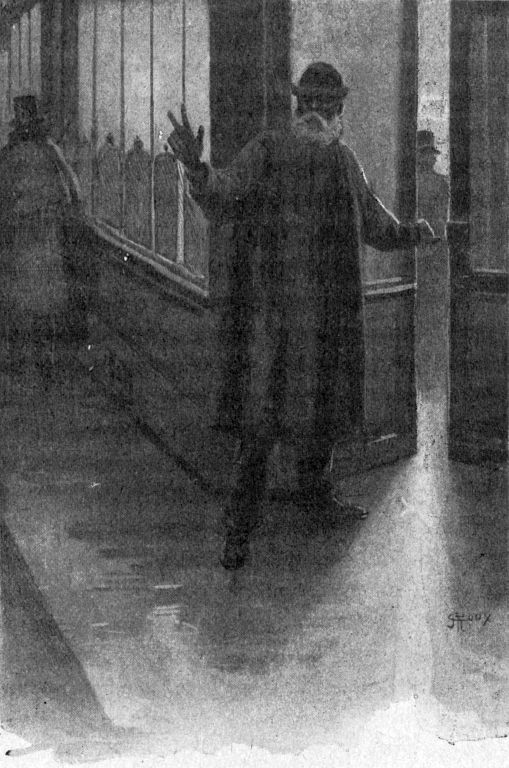
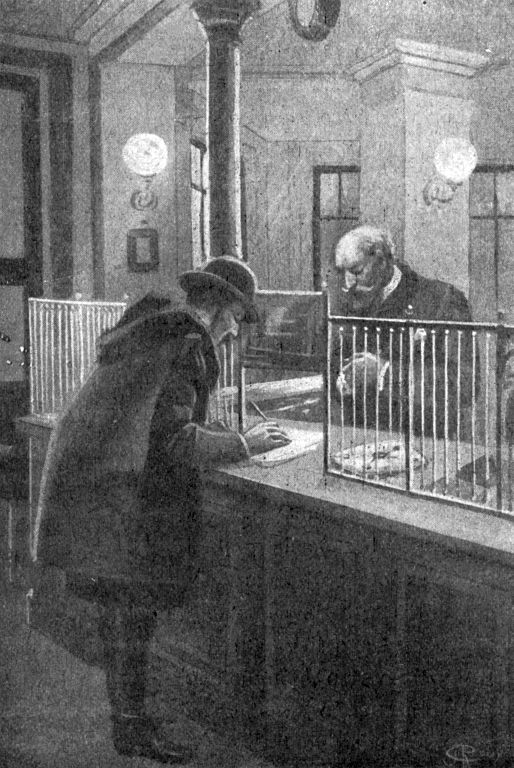
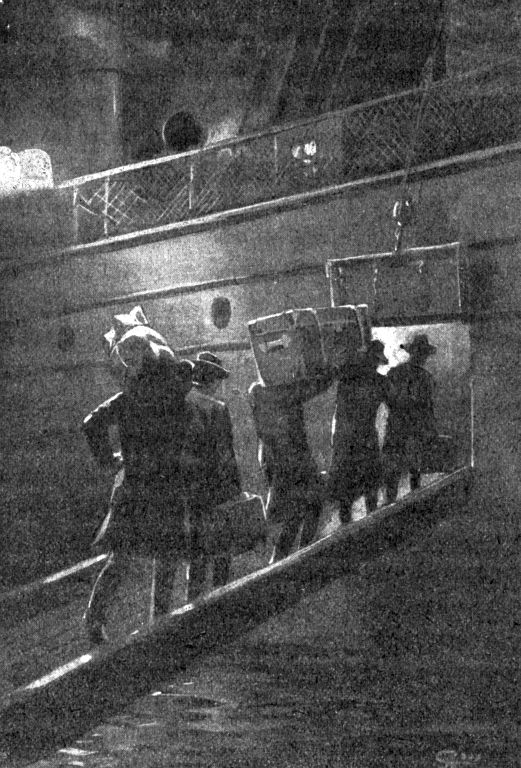
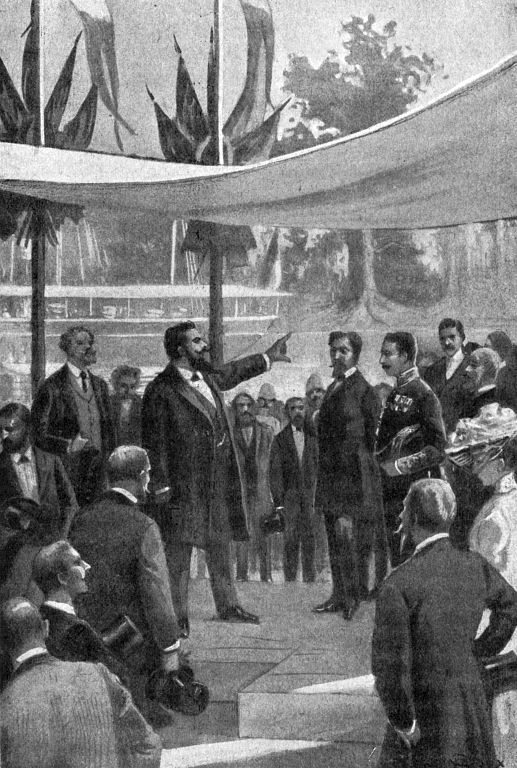
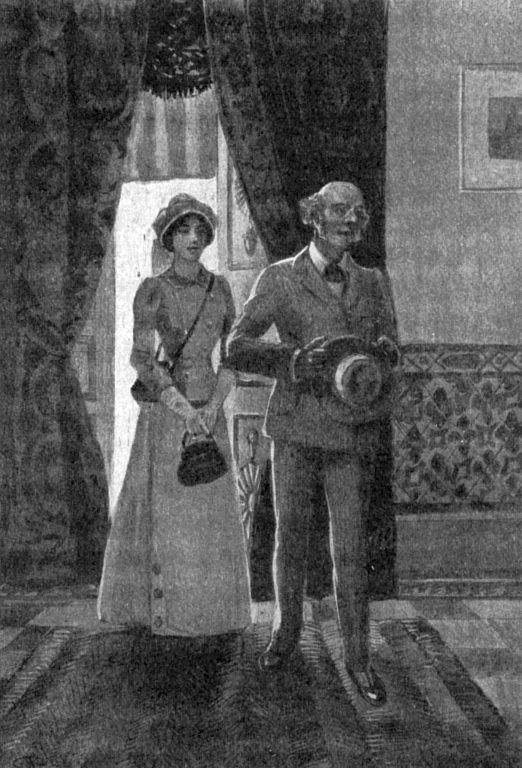
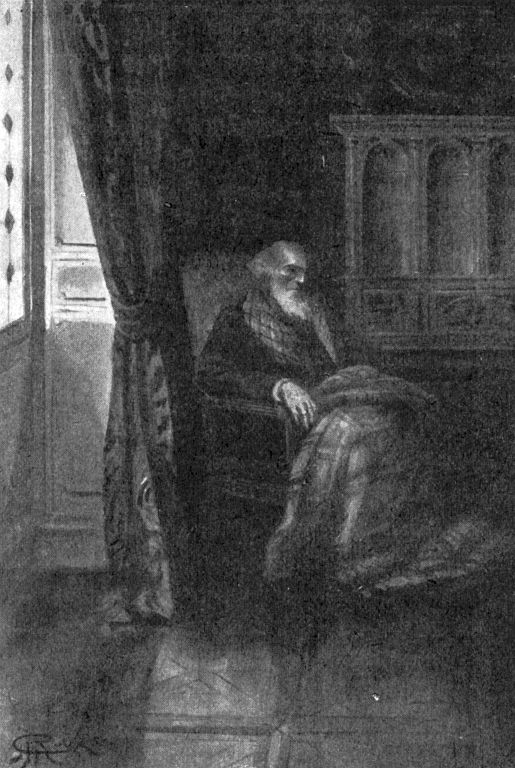
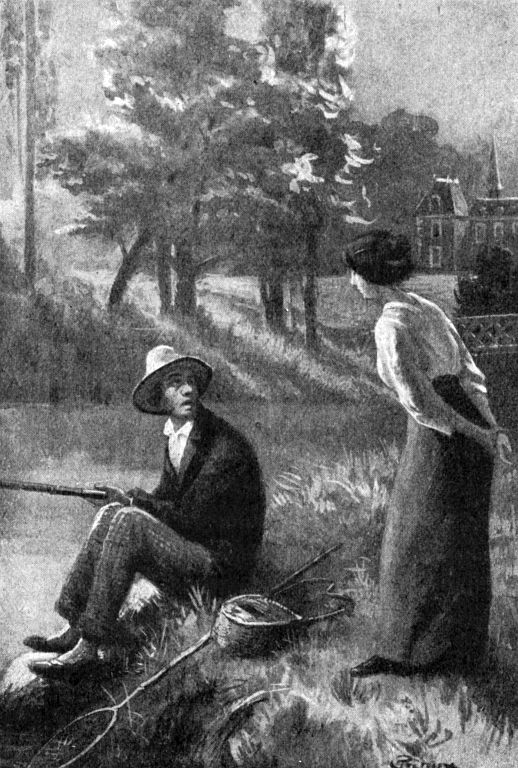
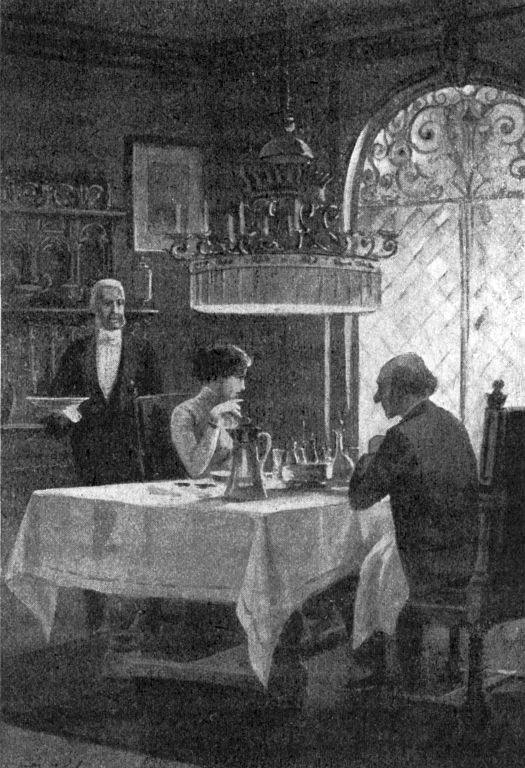
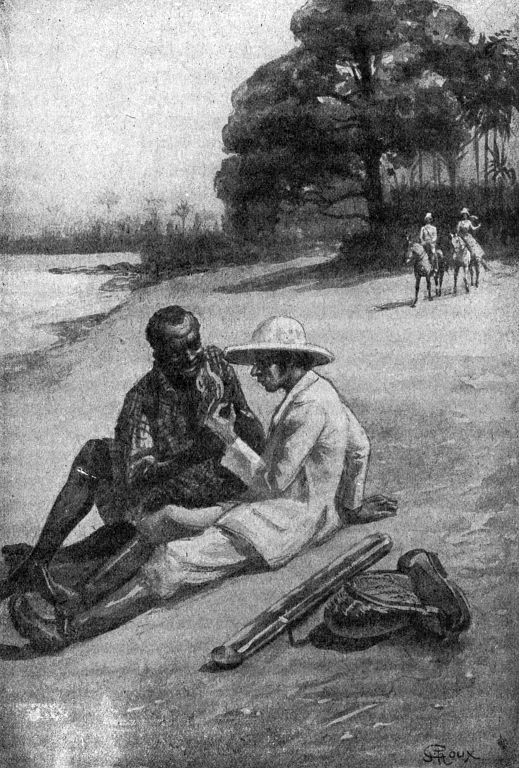
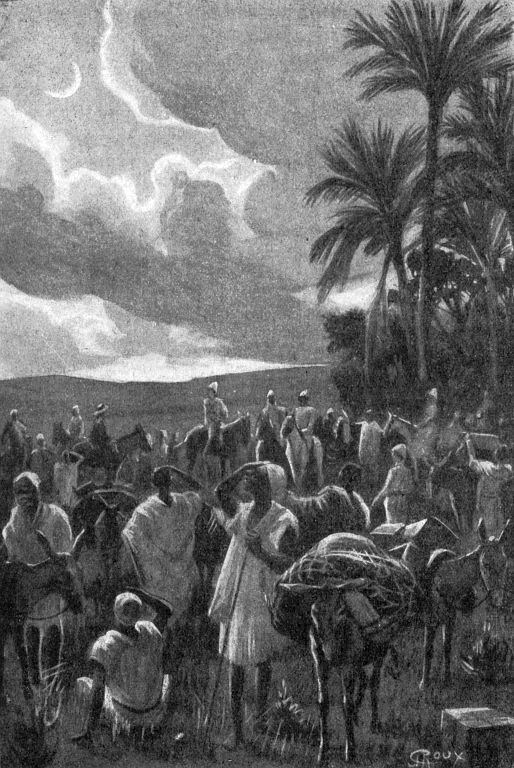
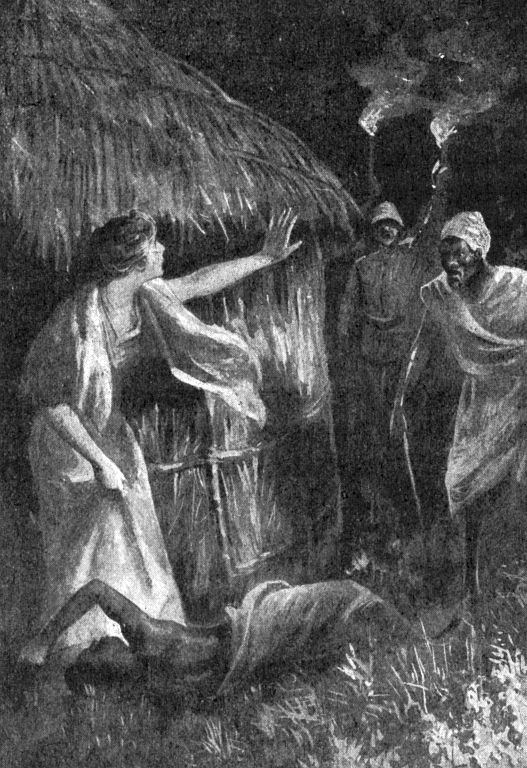
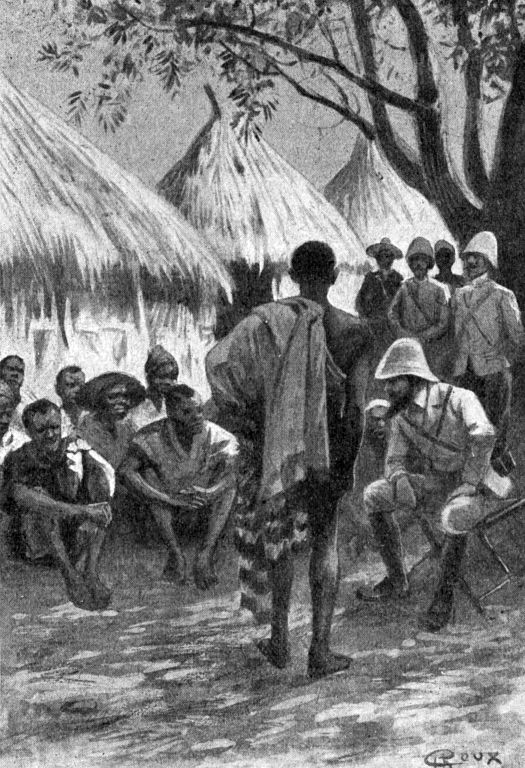
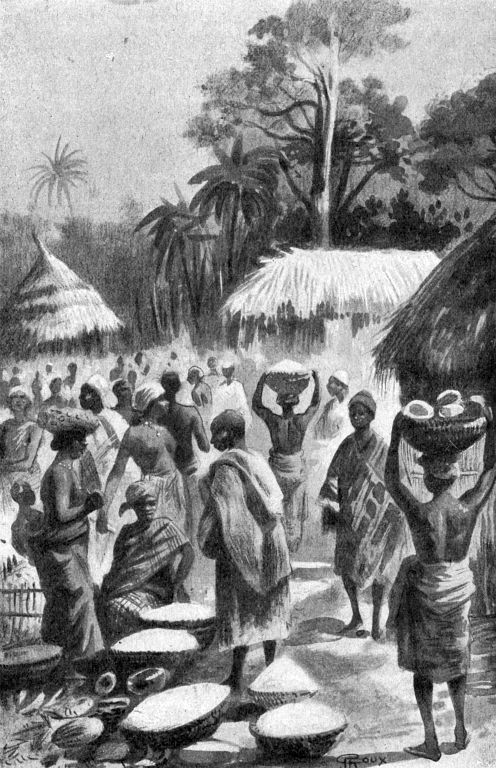
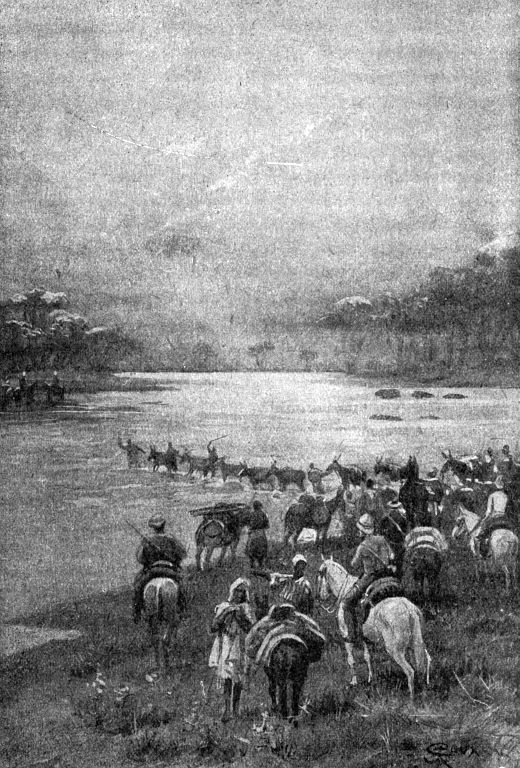
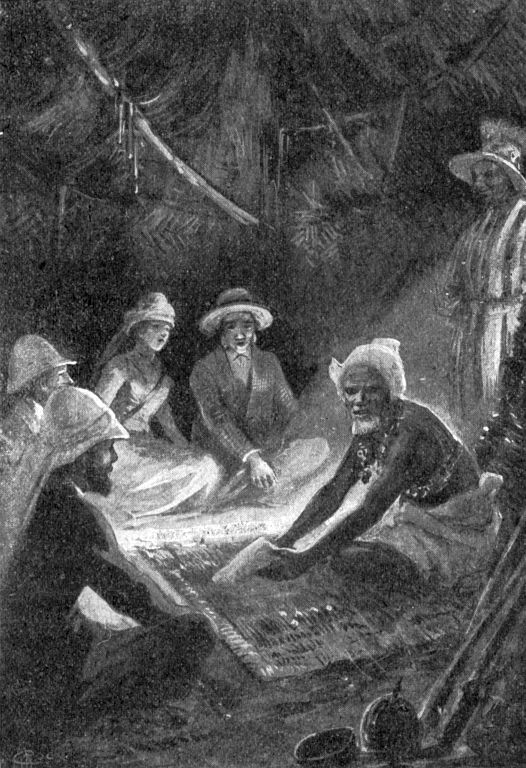
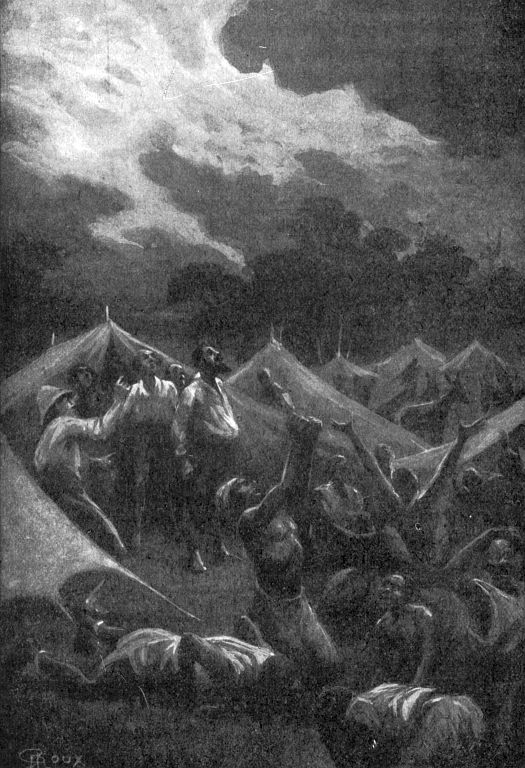
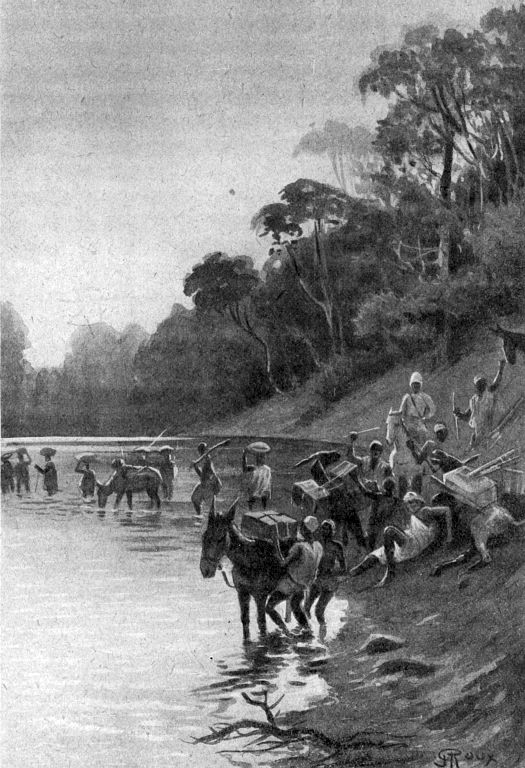
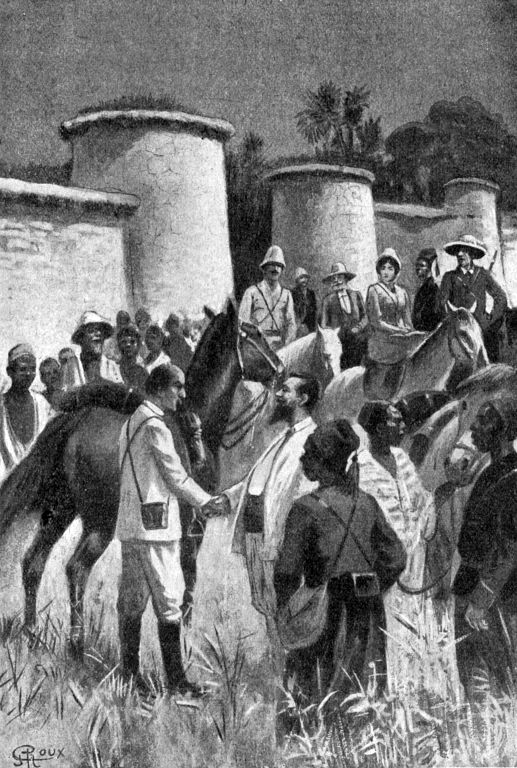
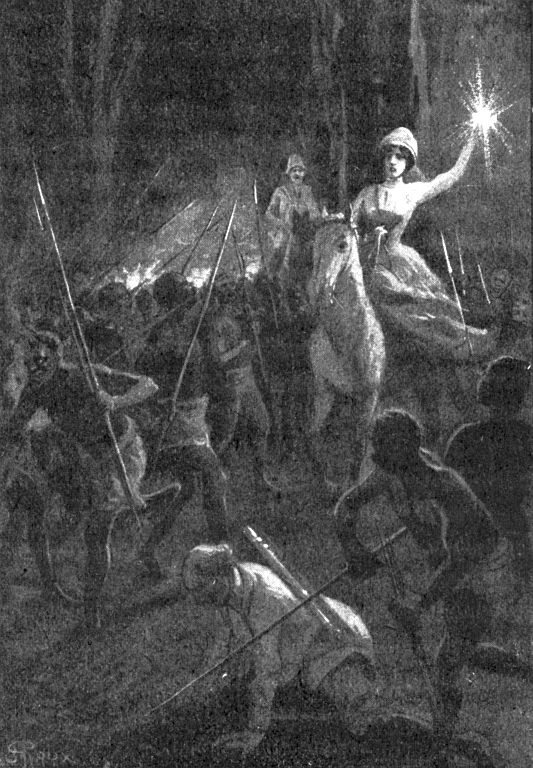
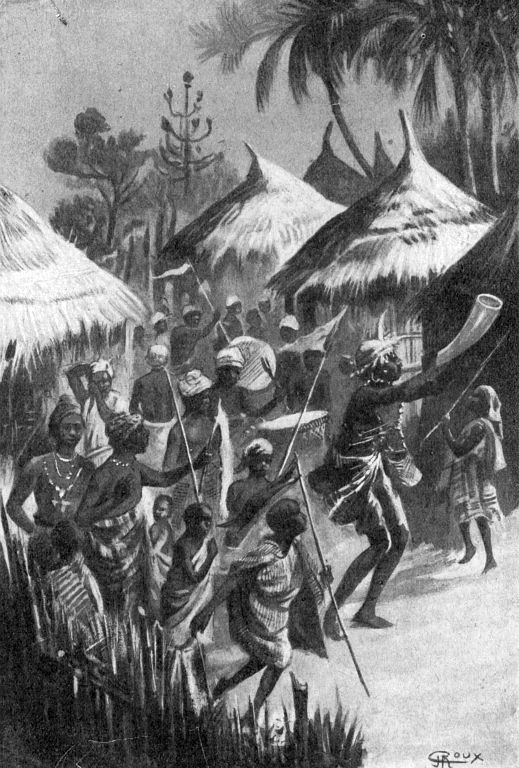
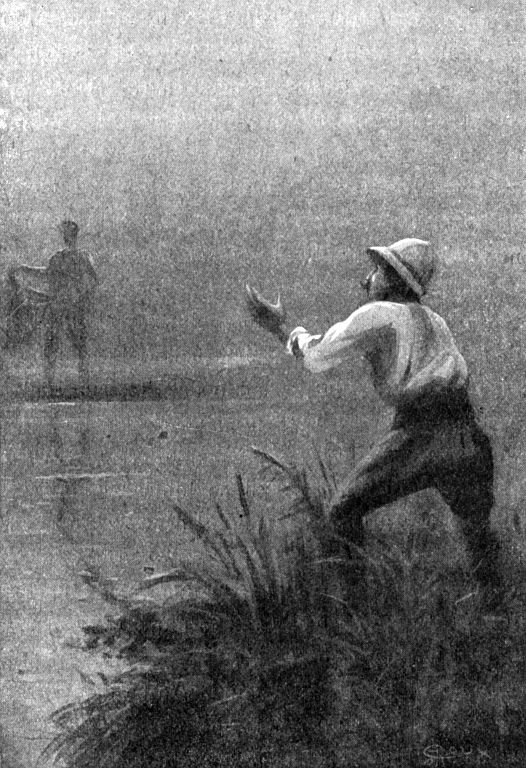
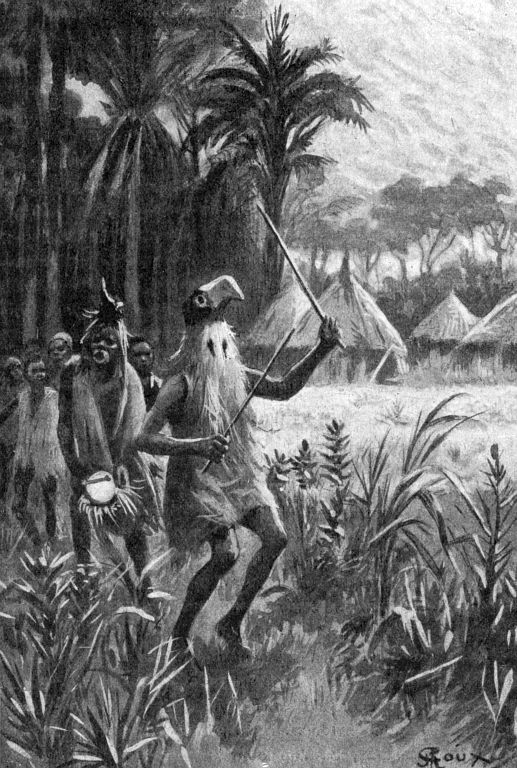
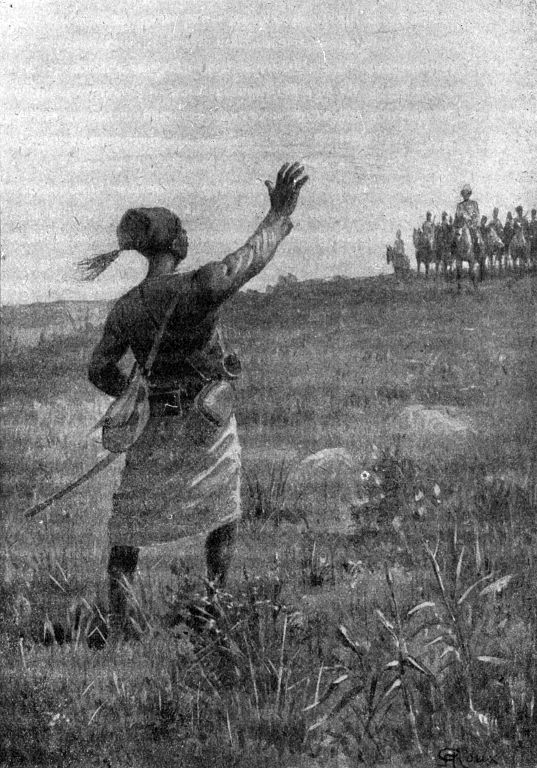
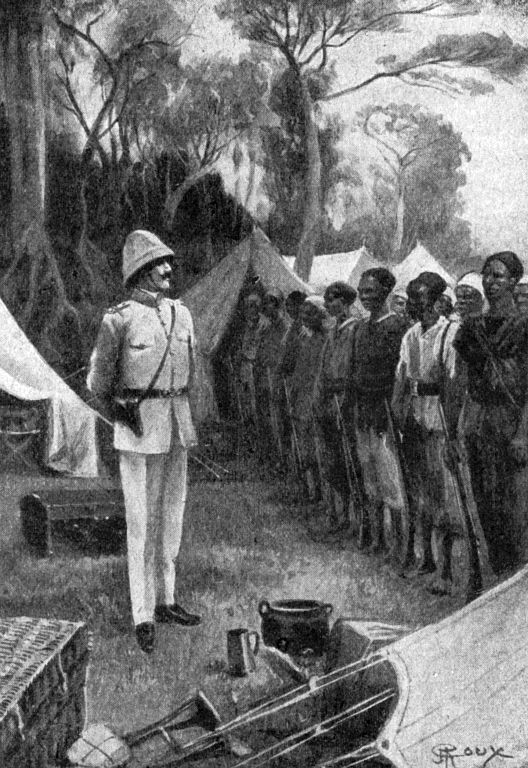
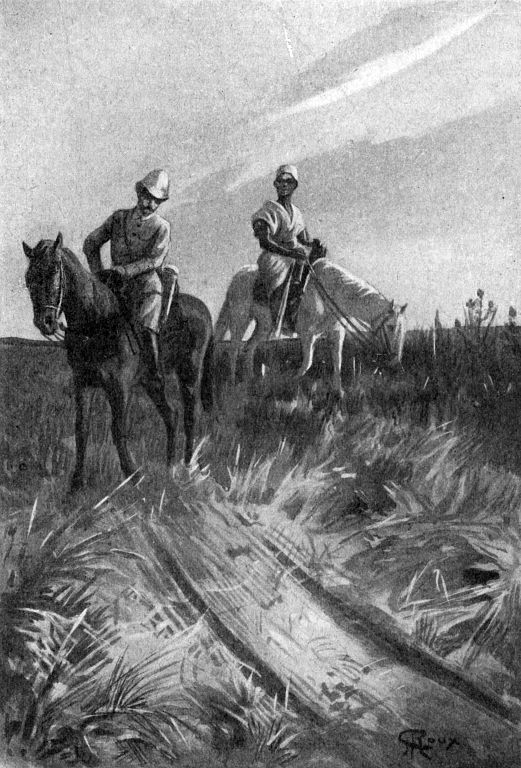
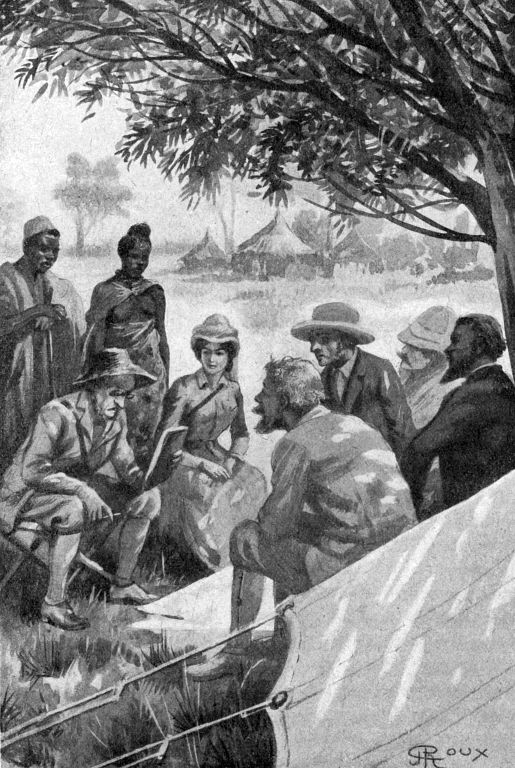
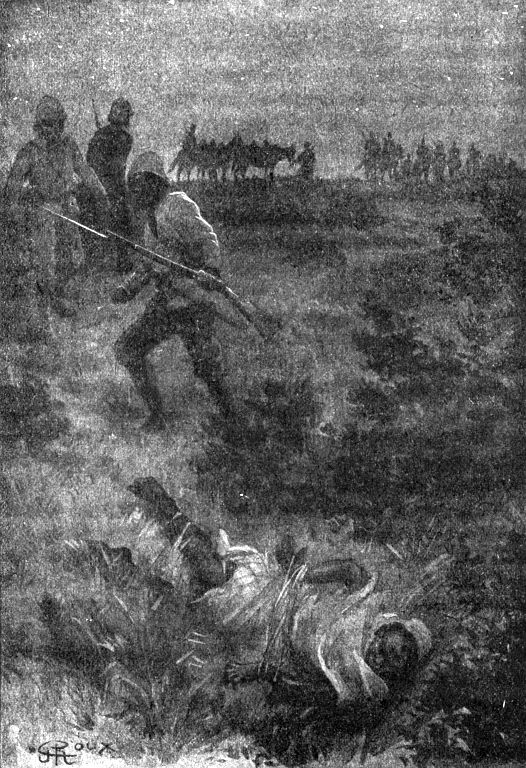
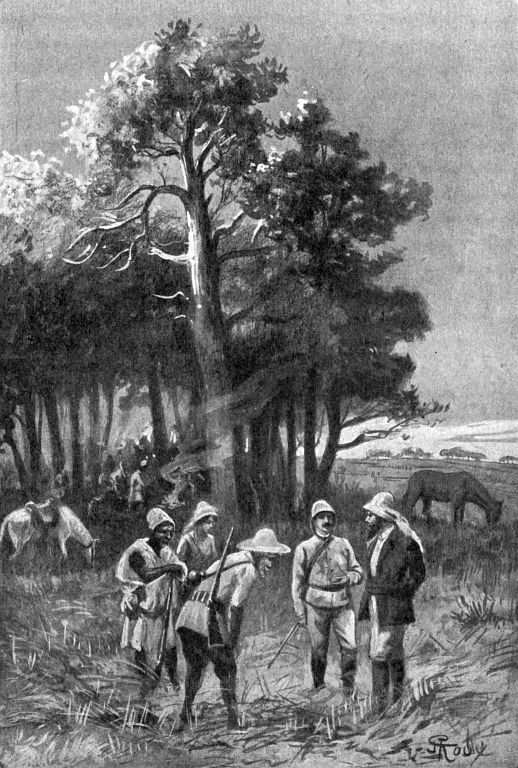
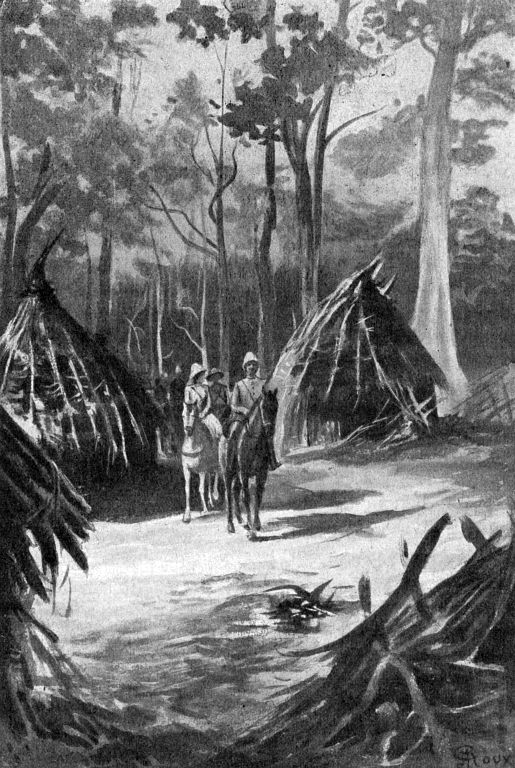
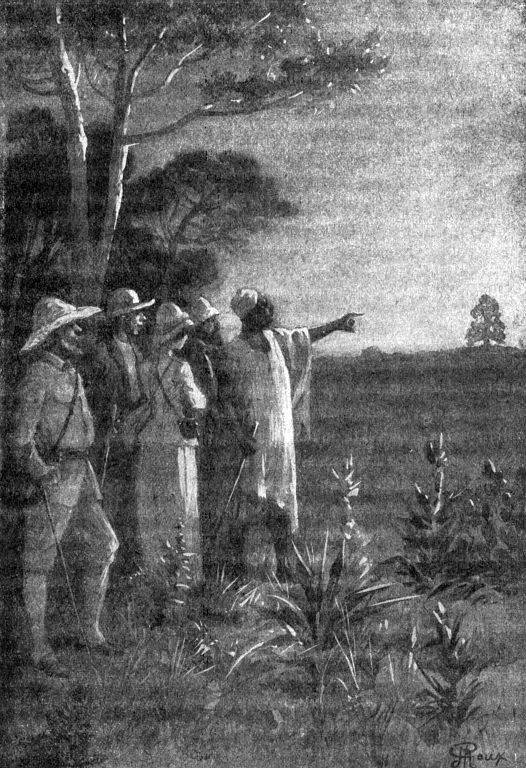
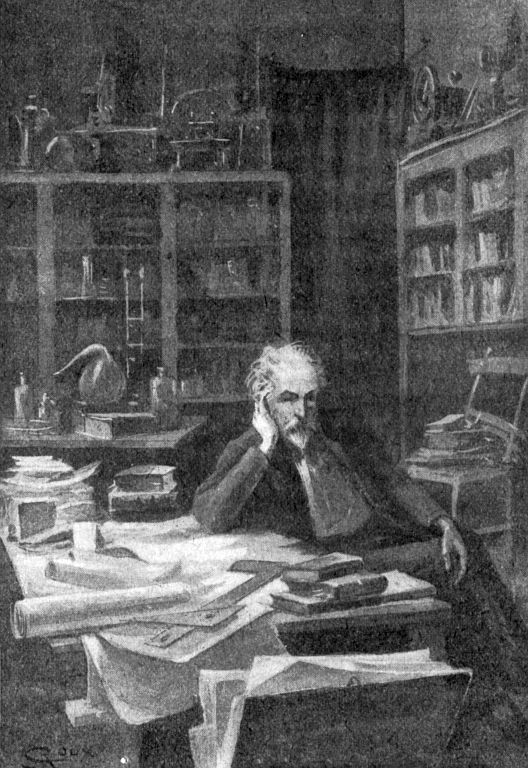
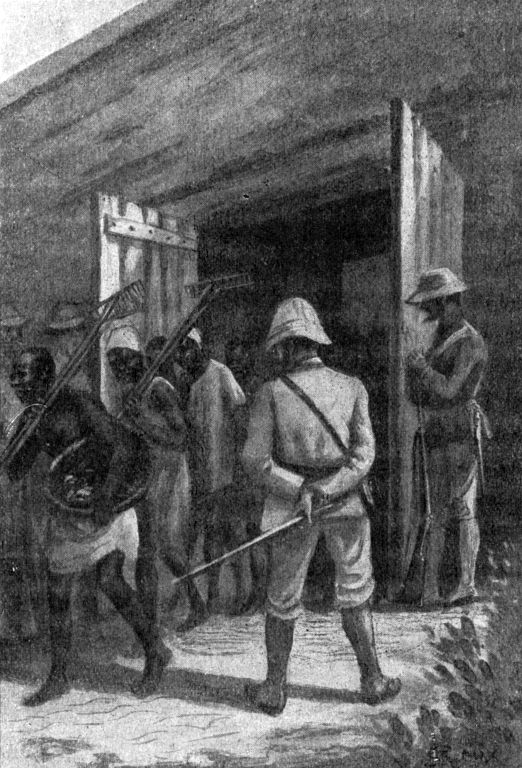
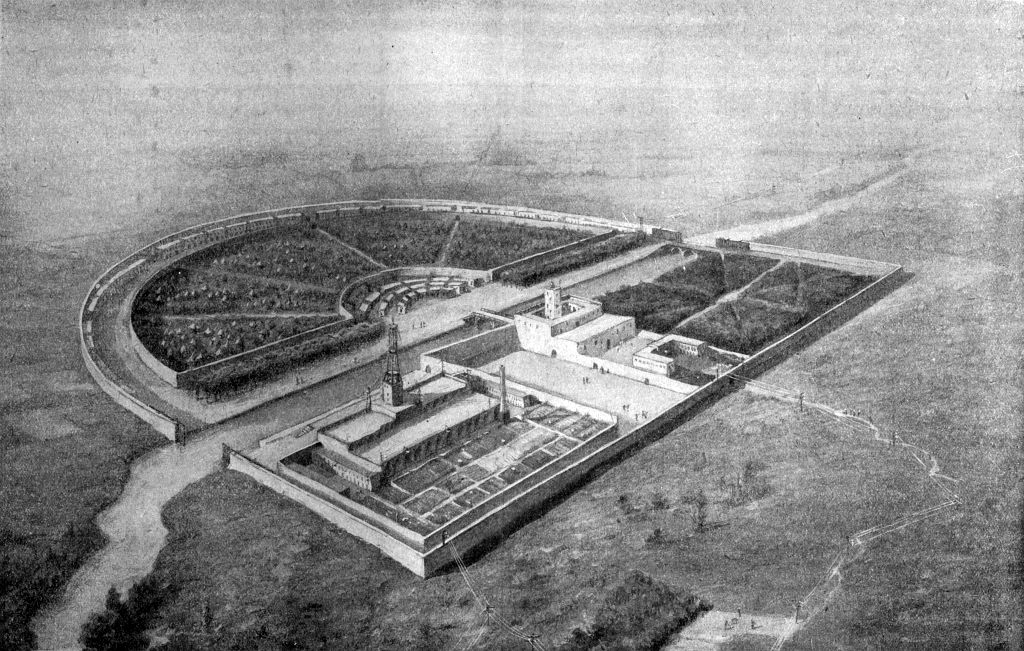
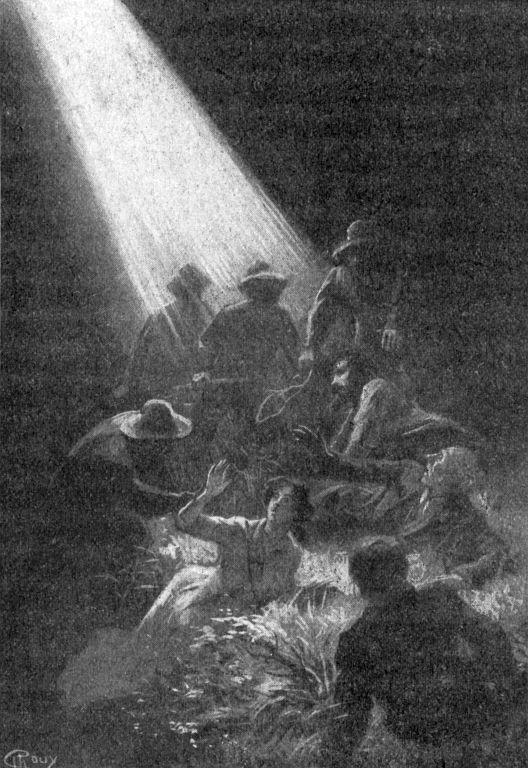
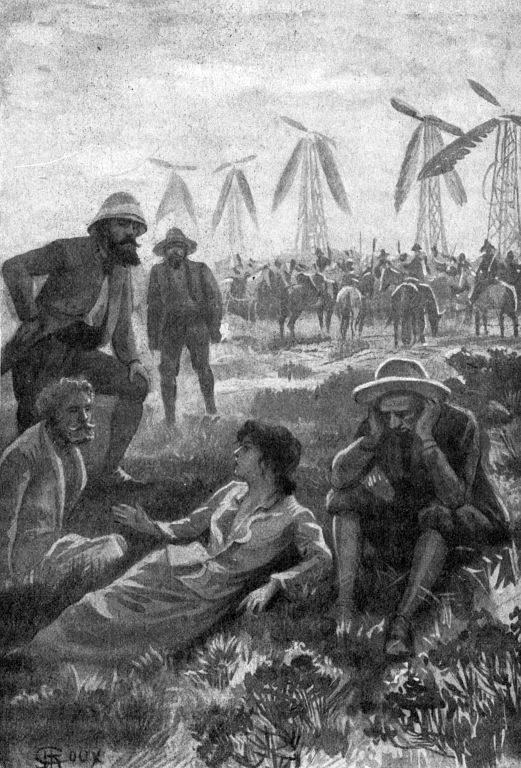
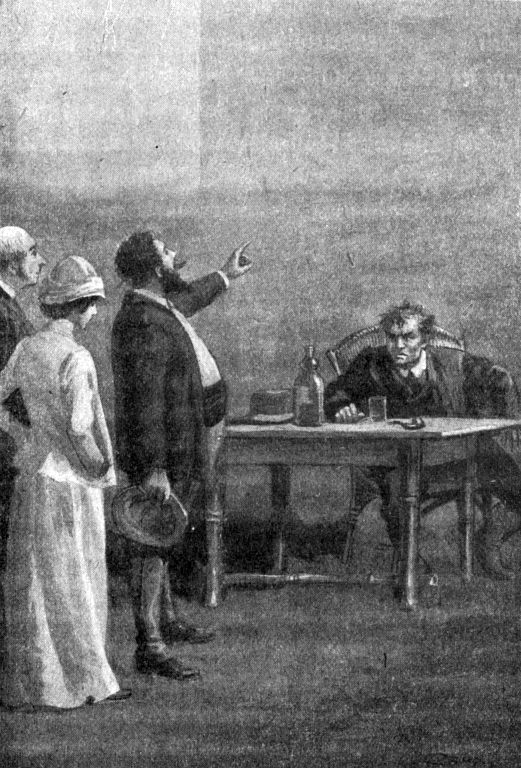
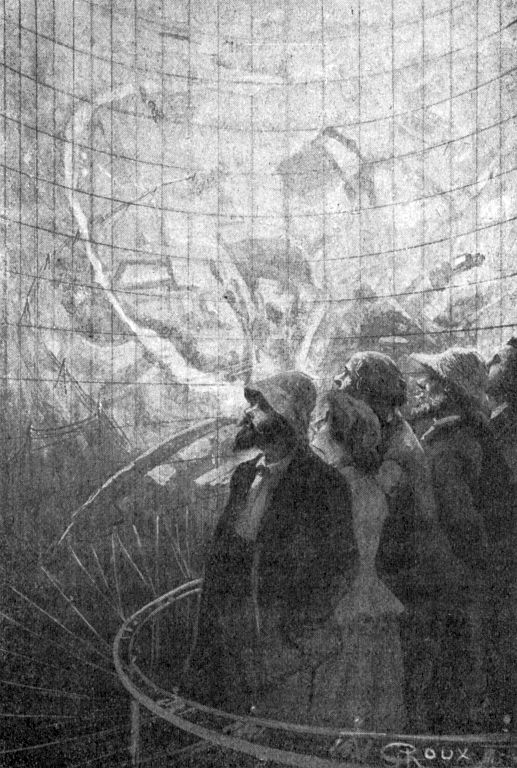
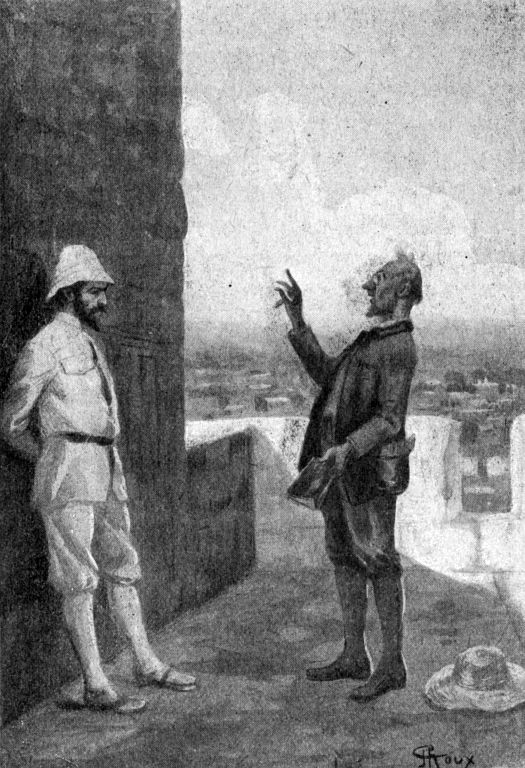
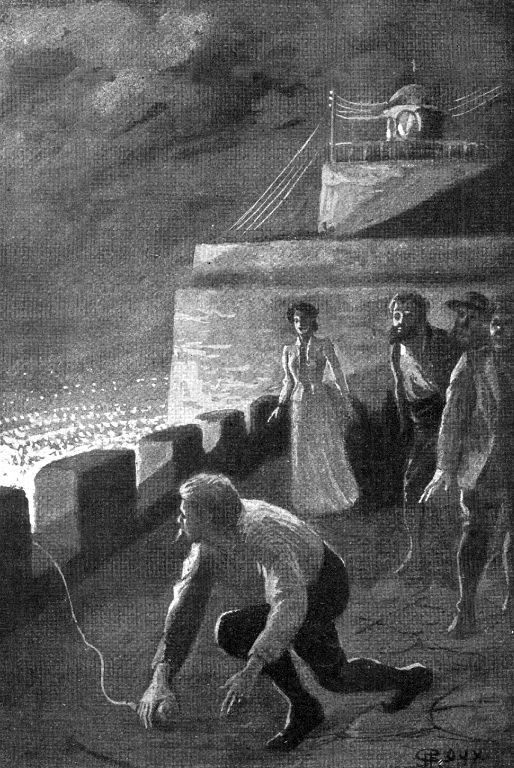
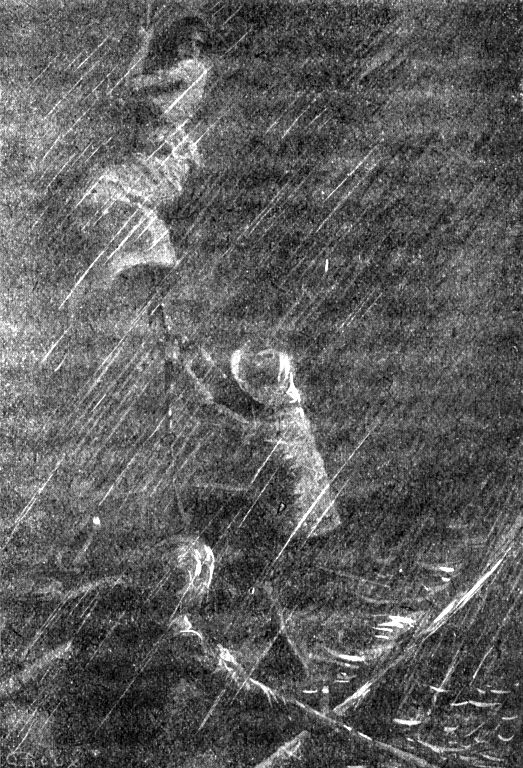
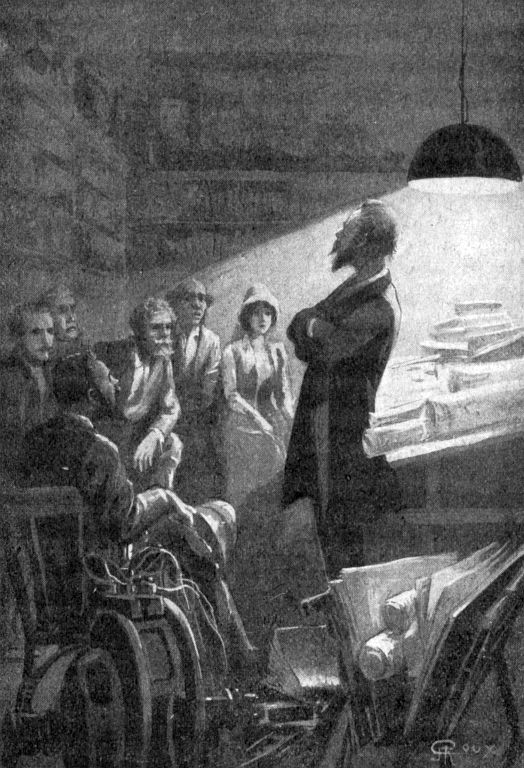
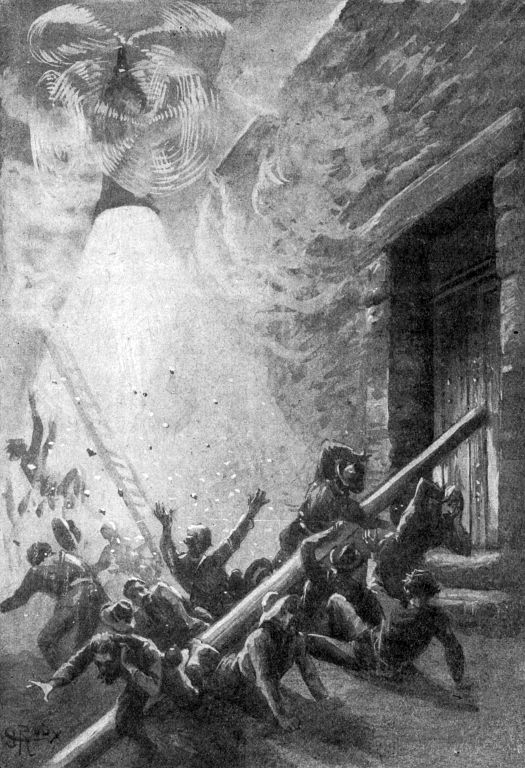
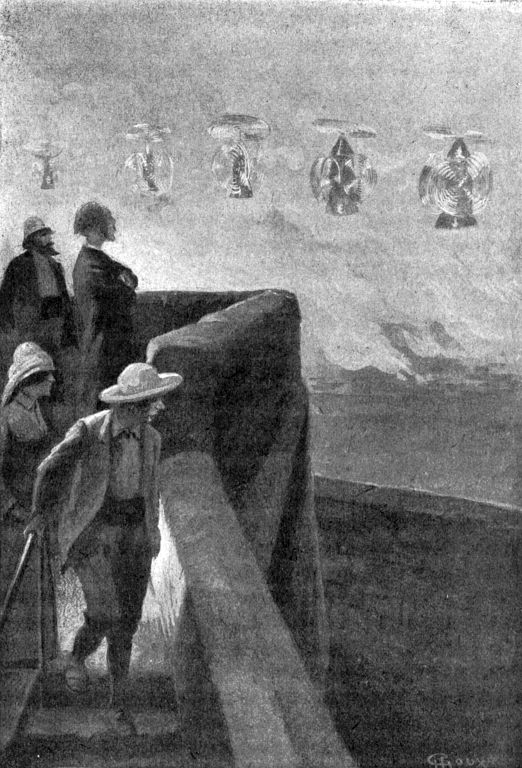
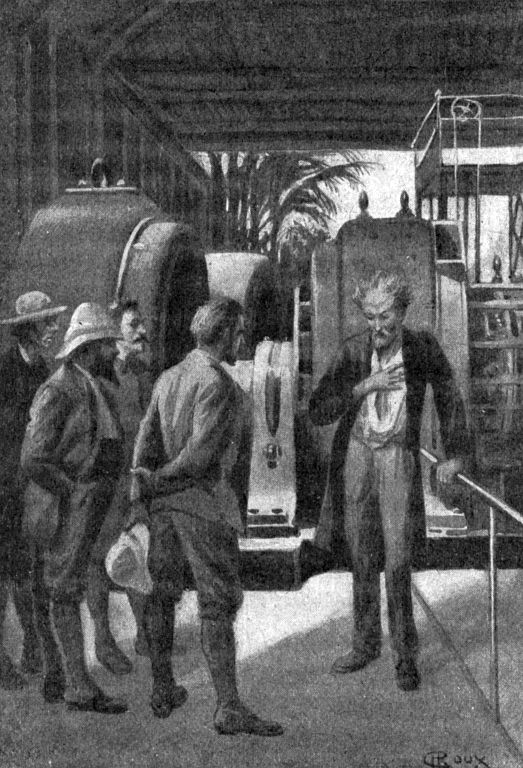
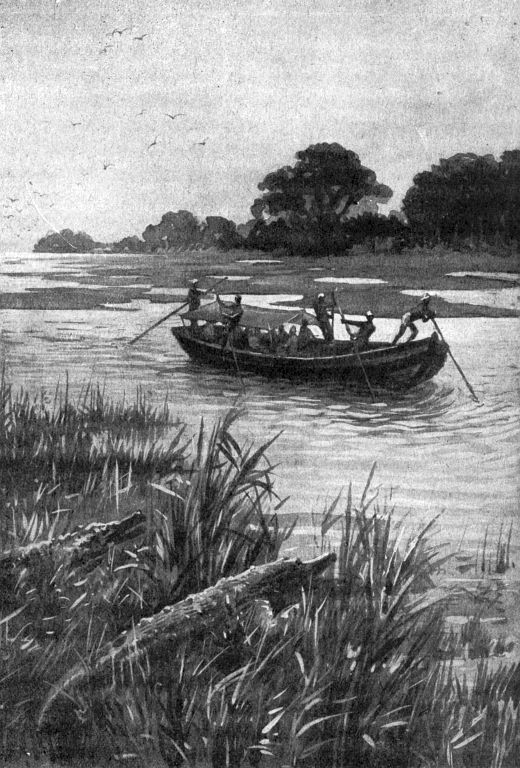
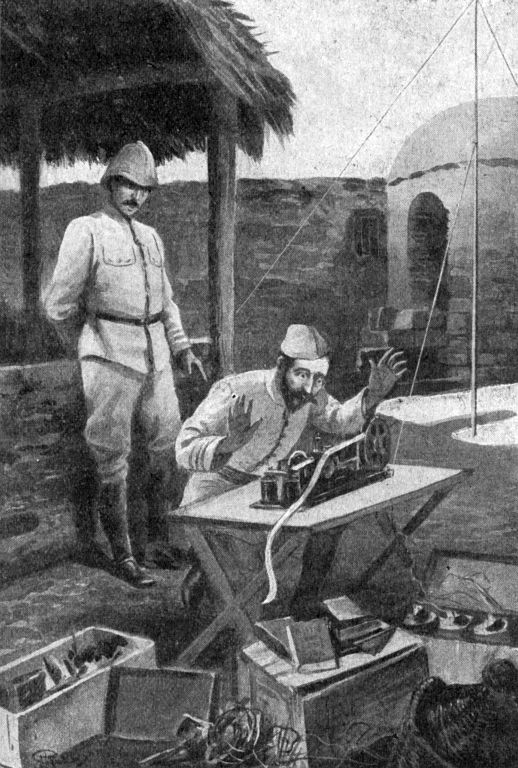
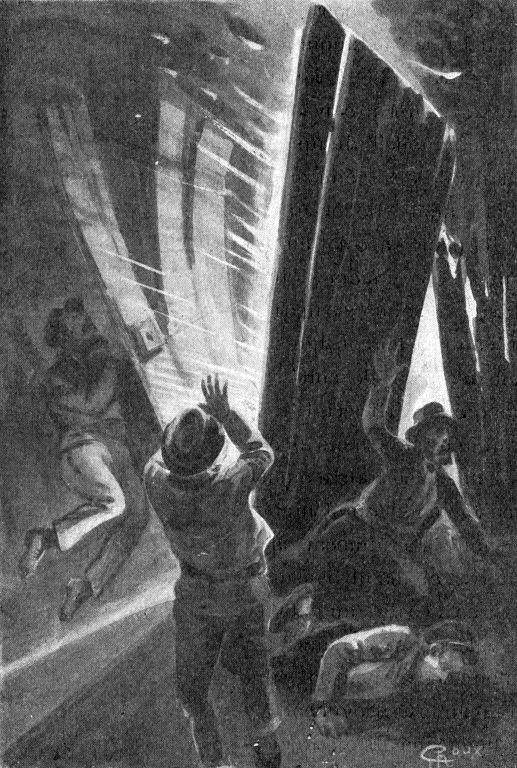
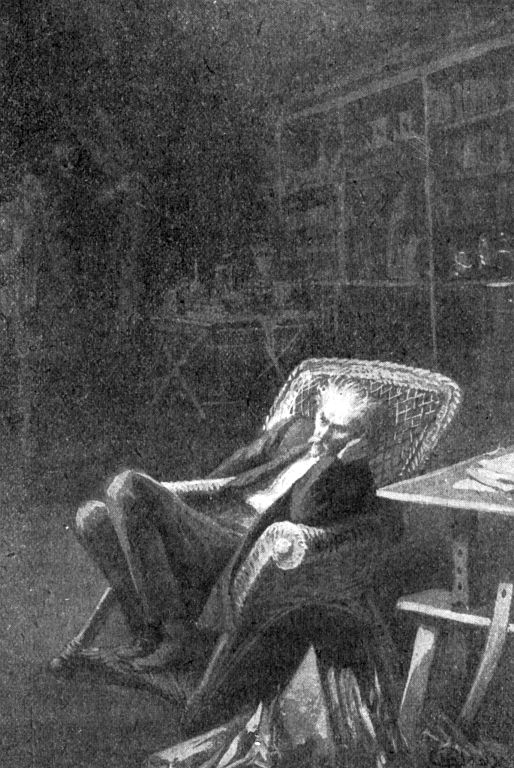
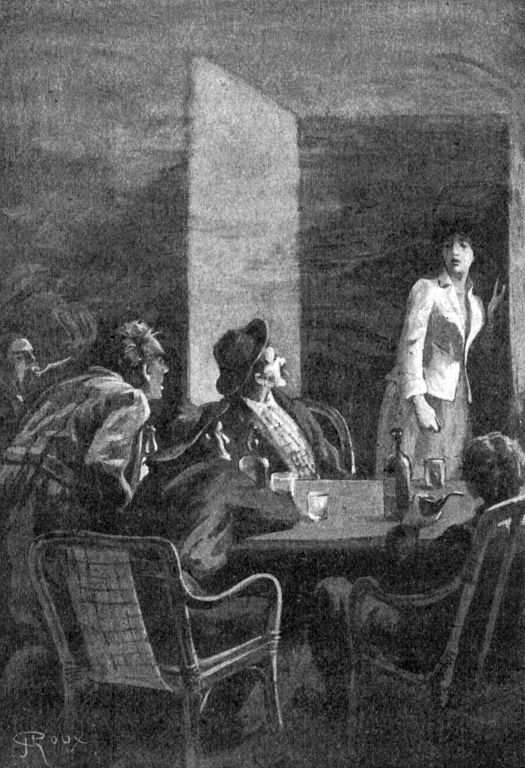
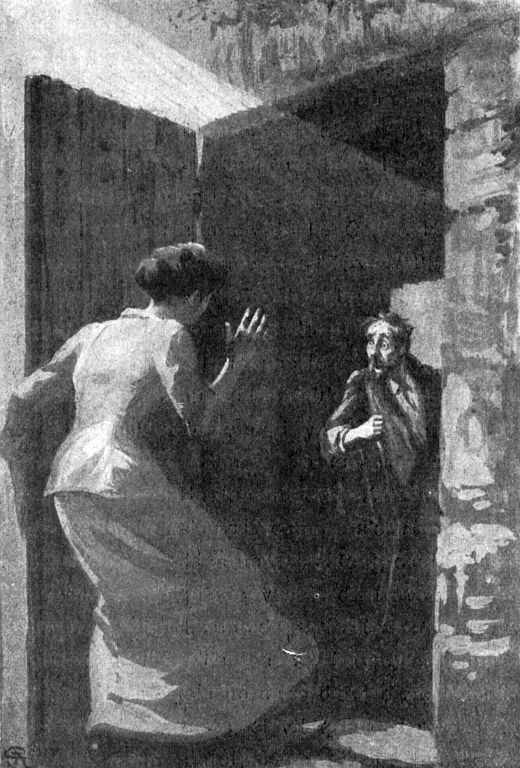
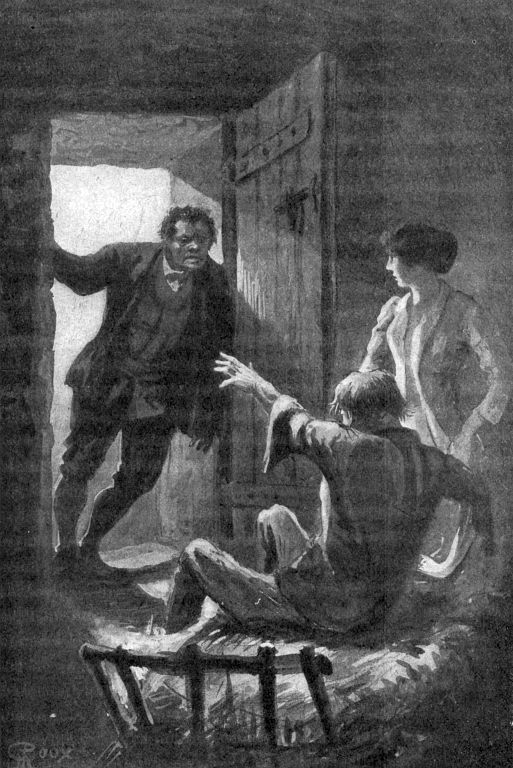
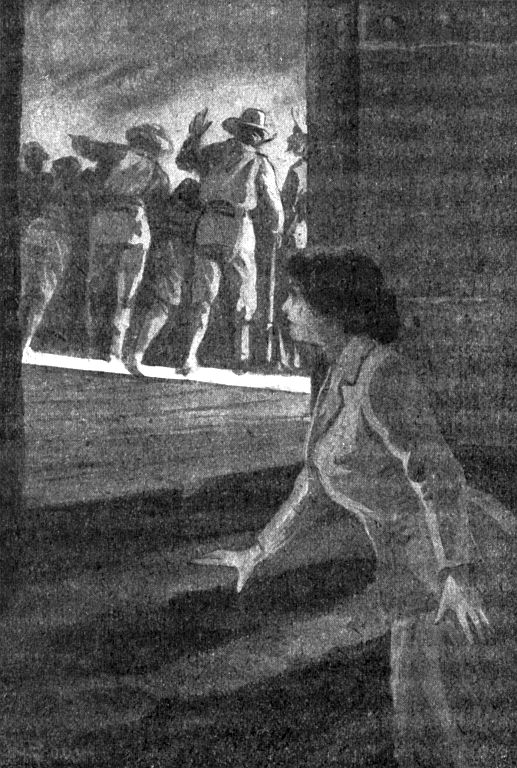
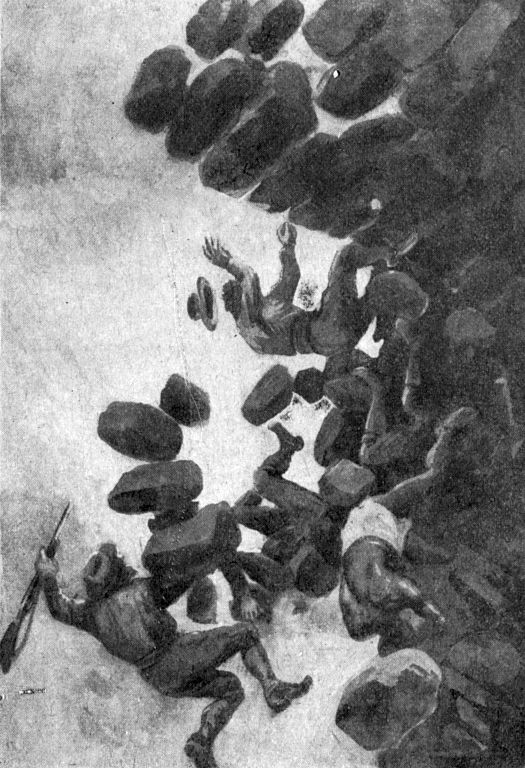
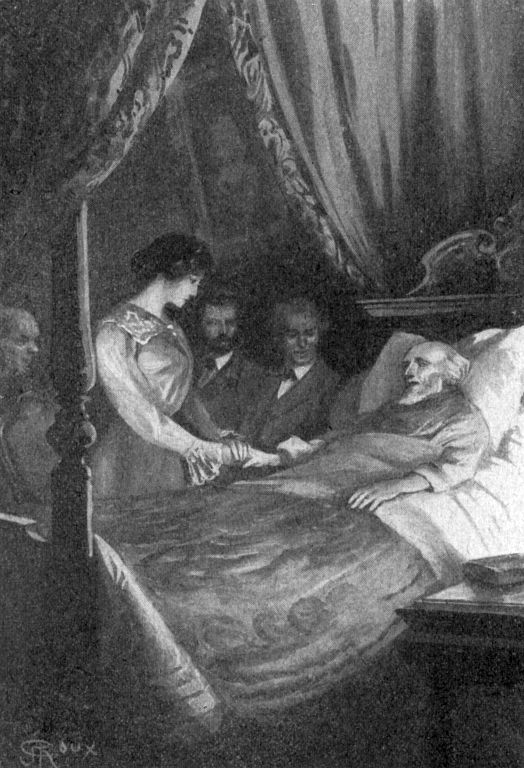

## Magyar kiadások
- A Barsac-expedíció különös története, fordító: Dáné Tibor, Kriterion, Bukarest, 1978
- A Barsac-expedíció különös története, fordító: Dáné Tibor, Unikornis, Budapest, 2001, ISBN 9634274242